# I parenti terribili
I genitori terribili (Les Parents terribles) è una commedia di Jean Cocteau del 1938.

## Trama
In un'epoca e in una città non specificata, convivono sotto lo stesso tetto i coniugi Georges e Yvonne, loro figlio Michel e Léonie, sorella di Yvonne. I rapporti tra i membri della famiglia sono in bilico tra la tensione e la morbosità: Léonie un tempo era stata innamorata di Georges ma vi aveva rinunciato a favore della sorella; Yvonne, dal canto suo, ha trascurato sempre di più il marito dedicando tutte le sue attenzioni alla cura di Michel, al punto tale che tra madre e figlio c'è un rapporto strettamente intimo e ambiguo (Michel la chiama "Sophie" anziché "mamma"); il ragazzo, cresciuto e coccolato sotto l'ala materna, non è mai uscito dal nido e ha rinunciato a una serie di opportunità di studio e lavorative perché lo allontanavano troppo da Yvonne. 

Le cose iniziano a peggiorare quando Michel ritorna a casa annunciando di essere fidanzato da mesi con una ragazza di tre anni più grande, Madeleine, e vuole presentarla alla famiglia. Yvonne prende malissimo la cosa, e così pure il padre: Georges, infatti, confida a Léonie di aver avuto negli ultimi mesi una relazione extraconiugale con la ragazza perché trascurato dalla moglie (a Madeleine ha inoltre mentito affermando di essere vedovo e di aver perso la figlia che, guarda caso, le assomiglia tanto). 

Durante l'incontro organizzato per conoscere la famiglia di Michel, Madeleine scopre solo in quel momento la verità su Georges: in un drammatico colloquio privato, l'uomo intima alla donna di interrompere la relazione con il figlio altrimenti gli svelerà la loro intercorsa relazione. Madeleine cede al ricatto lasciando però a Georges il compito di spezzare il cuore a Michel, che svela a tutti i presenti che la donna ha una terza relazione con un altro uomo (inesistente) con la quale c'era il progetto di sposarsi. Michel, furibondo e distrutto nei sentimenti, fugge dall'appartamento seguito dai genitori, mentre Léonie, dispiaciuta per la piega degli eventi, decide di prendere le parti della ragazza e di Michel. 

Dopo la rottura con Madeleine, Michel è piombato in uno stato depressivo così grave che nemmeno Yvonne riesce a consolarlo. Léonie consiglia allora a Georges, pur continuando a tacere al figlio della relazione con la ragazza, di svelare la verità sull'inesistenza del terzo amante di Madeleine. Tutto quanto sembra volgere verso il lieto fine, con Michel e Madeleine riuniti, ma Yvonne, realizzando solo allora di essere un ostacolo alla felicità di tutti, più o meno inconsciamente assume una massiccia dose di insulina per la cura del suo diabete e muore prima che arrivino i soccorsi.

## Rappresentazioni
La prima di Les Parents terribles è stata il 14 novembre 1938 al Théâtre des Ambassadeurs di Parigi, regia di Alice Cocéa, con Alice Cocéa (Madeleine), Marcel André (Georges), Jean Marais (Michel), Germaine Dermoz (Yvonne), Gabrielle Dorziat (Léonie).
La prima italiana è stata il 30 gennaio 1945 al Teatro Eliseo di Roma, scene e regia di Luchino Visconti, con Andreina Pagnani (Yvonne), Lola Braccini, Rina Morelli, Gino Cervi, Antonio Pierfederici.

## Adattamenti
La commedia ha avuto due adattamenti:
- I parenti terribili (Les Parents terribles), regia di Jean Cocteau (1948)
- Les Parents terribles, regia di Josée Dayan - film TV (2003)